# A Painter's Idyl
Pour plus de détails, voir Fiche technique et Distribution.
A Painter's Idyl est un film muet américain réalisé par Hobart Bosworth et sorti en 1911.

## Fiche technique
- Titre : A Painter's Idyl
- Réalisation : Hobart Bosworth
- Scénario :
- Photographie :
- Montage :
- Producteur : William Selig
- Société de production : Selig Polyscope Company
- Société de distribution : Selig Polyscope Company
- Pays d'origine :  États-Unis
- Langue : film muet avec les intertitres en anglais
- Tournage : Parc national de Yosemite, Yosemite Valley, Californie
- Métrage : 300 mètres
- Format : Noir et blanc — 35 mm — 1,33:1 — Muet
- Genre : Film dramatique
- Durée : 10 minutes
- Dates de sortie : 
  -  États-Unis : 27 octobre 1911

## Distribution
- Hobart Bosworth
- Bessie Eyton
- Leonide Watson
- Viola Barry
- Major J.A. McGuire
- Jack Conway
- Donald MacDonald
- Roy Watson
- Jane Keckley
- Richard Turpin

## À noter
- Le film a été tourné dans le parc national de Yosemite, Yosemite Valley, en Californie